# Aflenz Kurort
Aflenz Kurort is een plaats en voormalige gemeente in de Oostenrijkse deelstaat Stiermarken. Het is de voornaamste ortschaft van de gemeente Aflenz, die deel uitmaakt van het district Bruck-Mürzzuschlag. Het ligt aan de westkant van het Aflenzer Bekken, even ten noorden van Thörl. Aflenz kreeg in 1920 de status van luchtkuuroord.
De gemeente Aflenz Kurort telde in 2011 1011 inwoners. Tot eind 2012 lag ze in het district Bruck an der Mur. In 2015 ging Aflenz Kurort samen met Aflenz Land, waarbij de gemeente Aflenz ontstond.
Stadsgemeenten:
Bruck an der Mur · Kapfenberg · Kindberg · Mariazell · Mürzzuschlag

Marktgemeenten:
Aflenz · Breitenau am Hochlantsch · Krieglach · Langenwang · Neuberg an der Mürz · Sankt Barbara im Mürztal · Sankt Lorenzen im Mürztal · Sankt Marein im Mürztal · Thörl · Turnau

Overige gemeenten:
Pernegg an der Mur · Spital am Semmering · Stanz im Mürztal  · Tragöß-Sankt Katharein
- Gemeinsame Normdatei: 4309326-7
- Library of Congress Control Number: n92115634
- Nationale Bibliotheek van Tsjechië: ge1128137
- Nationale Bibliotheek van Israël: 987007532995605171
- Virtual International Authority File: 158420332